# دی‌آمونیوم فسفات
دی‌آمونیوم فسفات (به انگلیسی: Diammonium phosphate) با فرمول شیمیایی (NH۴)۲HPO۴ یک ترکیب شیمیایی است. که جرم مولی آن 132.07 g/mol می‌باشد. شکل ظاهری این ترکیب، پودر سفید است.

## کاربرد‌ها
- صنعت کشاورزی: دی‌آمونیوم فسفات برای تغذیه گیاهانی نظیر ذرت، گل آفتابگردان، چغندر، گندم، سیب زمینی به‌کار برده می‌شود که به رشد و باروری این گیاهان کمک می کند. استفاده از این محصول عمدتاً برای تأمین مواد مغذی در خاک است که می تواند به رشد و بهره وری گیاه کمک شایانی کند. دیگر مزیت این محصول شیمیایی افزایش PH خاک است که بایستی کشاورزان به زمان کود زنی خاک توجه کنند.
- مواد غذایی: دی‌آمونیوم فسفات در زمینه تولید مواد غذایی و خوراکی نظیر تهیه انواع کیک‌ها نیز استفاده شود که می تواند به بافت و ترکیب مواد تهیه شده کمک کند.[۲]
- ایمنی:  به عنوان افزودنی در خاموش کننده‌های آتش کاربرد دارد و در آتش سوزی‌ های درختان می‌توان برای مهار آتش و رشد گیاه بعد از آن استفاده شود.